# Bairdia nagaiwensis
Bairdia nagaiwensis är en kräftdjursart. Bairdia nagaiwensis ingår i släktet Bairdia och familjen Bairdiidae. Inga underarter finns listade.